# Didemnum pacificum
Didemnum pacificum is een zakpijpensoort uit de familie van de Didemnidae. De wetenschappelijke naam van de soort is voor het eerst geldig gepubliceerd in 1953 door Tokioka.